# Mass Effect 3
Mass Effect 3 — компьютерная игра в жанре Action/RPG, разработанная канадской компанией BioWare и изданная Electronic Arts. Часть серии игр Mass Effect.
Изначально игра была выпущена 6 марта 2012 года на персональных компьютерах под управлением Windows и игровых приставках Xbox 360 и PlayStation 3. 18 ноября 2012 года вышла версия игры для платформы Wii U под названием Mass Effect 3: Special Edition, которую разработала компания Straight Right. 14 мая 2021 года обновленная версия Mass Effect 3 была выпущена в составе Mass Effect: Legendary Edition на Windows, PlayStation 4 и Xbox One.
Mass Effect 3 является заключительной частью трилогии о противостоянии Капитана Шепард(а) и команды космического корабля «Нормандия» расе Жнецов. В Mass Effect 3, в отличие от предыдущих частей серии, присутствует многопользовательский режим игры. Игра с одной стороны получила восторженные отзывы со стороны игровых критиков, но и одновременно была раскритикована фанатами игры за её концовки, которые в итоге исправлялись вместе с дополнениями.

## Игровой процесс
Mass Effect 3 — это ролевой экшн, где игрок с перспективы третьего лица управляет командиром Шепард(ом). Игрок может настраивать персонажу внешность, пол и предысторию, боевые навыки и первое имя. Также можно переносить сохранения с предыдущей игры Mass Effect 2, в этом случае решения, принятые игроком во второй части окажут влияние на развитие сюжета в третьей части. Как и в предыдущих играх, игрок может выбрать для Шепард(а) один из шести боевых классов, предлагающих уникальный набор боевых навыков. Например «Разведчик» обладает хорошими навыками скрытности и снайперской стрельбы, а «Адепт» специализируется на психокинетических атаках, называемых в игре «биотикой». Выполняя задания и квесты, игровой персонаж приобретает очки опыта, их можно обменять на новые или улучшенные способности в древе навыков. В игре можно выбрать один из трёх режимов — режим действий, повествования и ролевой. В режиме действий основной акцент делается на боях, разговоры персонажей отыгрываются автоматически, режим повествования наоборот делает основной акцент на диалогах с боями низкого уровня сложности. Ролевой режим предлагает отыгрывать как бои, так и диалоги. После полного прохождения, открывается доступ новому режиму игры, предлагающему ряд игровых бонусов, например дополнительные улучшения для оружия. Основным средством перемещения выступает космический корабль Нормандия SR-2. В нём имеется доступ к карте галактики, по которой можно перемещать корабль, сканировать планеты для поиска ресурсов или находить основные, побочные квесты. Игровой процесс завязан на приумножении общей военной мощи для подготовки к финальной битве рас млечного пути со Жнецами.

### Диалоги и моральные качества
Если игрок выбрал режим действия, он будет просто наблюдать диалоги, иначе игра предлагает диалоговое колесо, где доступно несколько вариантов ответа, влияющих на дальнейший ход диалога или даже событий в игре. В правом верхнем углу имеются «добрые/дипломатические» ответы, дающие очки героя а в правом нижнем — «отрицательные/враждебные» реплики, дающие очки отступника. Вступая в периодические диалоги с членами Нормандии, Шепард может завязать с ними дружественные или даже романтические отношения, для женщины или мужчины-Шепард(а) доступны однополые отношения с некоторыми персонажами. Если игрок импортировал сохранение из Mass Effect 2, то он может поддерживать отношения, начатые в предыдущей игре. Персонаж также может спровоцировать любовный треугольник, если развивал(а) в предыдущей игре отношения с другим персонажем.
Некоторые диалоги требуют принять критически важные решения, влияющие на дальнейшее развитие истории, например встать на сторону одного из двух видов, что может привести к уничтожению другого. Эти решения влияют и на репутацию Шепард(а), как на героя или отступника, получение достаточного количества очков открывает доступ к некоторым диалогам или решениям. Они также влияют на то, каким станет решающий бой и какая будет доступна концовка.

### Боевая система
Игра представляет боевую систему в режиме реального времени, но также игрок может ставить игру на паузу, чтобы в тактическом меню прицелиться, сменить оружие или применить тактическое умение, например биотическую атаку. Также в режиме тактической паузы отображается радар, показывающий расположение ближайших врагов и направление к цели текущей миссии. Игрок управляет непосредственно Шепард(ом), который/рая может перемещаться по карте, взбираться по лестнице, перекатываться в бою или бегать. Шепард(а) обычно сопровождают два члена отряда из Нормандии, управляемые искусственным интеллектом. Однако игрок может приказать им атаковать, используя свои особые навыки или же занять нужную позицию. Шепард также может воскресить умерших в бою членов команды c помощью навыка «Единство» или находясь в непосредственной близости от них. Игрок со своей командой как правило сталкивается со множественными врагами, которые применяют разную тактику нападения. Для этого игрок также должен применять разную тактику защиты или нападения, будь то укрытие в засаде, или же необходимость постоянно перемещаться. Шепард(а) и команду от урона защищает кинетический щит, который расходует свою энергию при атаке, после этого персонажи начнут получать урон и могут умереть.
Игрок с командой и враги могут сражаться в рукопашную, стрельбой, применяя особые навыки или с помощью боевых дронов. Стиль боя во многом зависит от того, какой боевой класс игрок выберет для Шепард(а), например Штурмовик специализируется на атаках в ближнем бою. Все враги также наделены защитой, которую можно прорвать определёнными типами атак, например с помощью дробовика или оружия с низкой скорострельностью. Иногда игра предлагает оригинальные стратегии в бою, например позволяя взять под контроль боевую машину Атлас, если уничтожить его водителя, не повредив саму броню.

### Многопользовательский режим
Игра предлагает многопользовательский режим под названием «Galaxy at War». Он предлагает режим выживания с участием до четырёх игроков, где они должны пережить нападение врагов и выполнить ряд задач. По мере прохождения раундов, игрок зарабатывает внутриигровую валюту, используемую для покупки наборов со случайными предметами, оружием и управляемыми персонажами. Внутреннюю валюту также можно приобрести через микротрансакции. В первый год работы «Galaxy at War», игроки могли принимать участия с событиях, организуемых BioWare, достигая особых целей и получая за это особые награды.
В отличие от однопользовательского режима, позволяющего играть только за Шепард(а), «Galaxy at War» позволяла играть за разных персонажей, в том числе и за инопланетные виды. Каждый вид обладает уникальными способностями. Боевая система схожа с таковой в однопользовательской игре, но у неё например нет тактической паузы вместо этого игрок может менять оружие, удерживая кнопку. Количество выполненных миссий в «Galaxy at War» влияет на исход основного прохождения игры.

## Сеттинг
Действие разворачивается в Млечном Пути в конце XXII века, когда стали возможны межзвёздные полёты и мгновенное перемещение между отдалёнными участками галактики благодаря открытию ретрансляторов массы (англ. mass relays), которые, как считается, оставлены древней инопланетной цивилизацией протеан (англ. Protheans). Эти ретрансляторы используют так называемые поля эффекта массы, за счёт которых масса объектов может быть значительно уменьшена или увеличена. С помощью её уменьшения осуществляется перемещение. Млечный Путь, помимо человеческой расы, населяют другие высокоразвитые цивилизации, представители которых образовали новый Галактический совет на космической станции «Цитадель» (англ. Citadel). Помимо людей, вселенная Mass Effect представлена такими расами, как азари, саларианцы, турианцы, кроганы и другими, а также синтетическими расами гетов и Жнецов (англ. reaper).

### Персонажи
Как и в предыдущих сериях, игрок управляет мужской или женской версией персонажа с фамилией Шепард и образует вокруг себя команду союзников, её состав разнится в зависимости от того, погибали ли определённые персонажи в предыдущих сериях Mass Effect. Такими напарниками являются; Эшли Уильямс, Кайден Аленко и Гаррус Вакариан. Среди других напарников Лиара Т’Сони, СУЗИ, и новые персонажи — Джеймс Вега и протеанин Явик. Также, по мере развития сюжета, у Шепард(а) появляются временные напарники; Урднот Рекс, Дэвид Андерсон и Ария Т’Лоак. Помимо всего прочего, Шепард может встречаться и взаимодействовать со множеством остальных персонажей, среди которых и бывшие члены команды «Нормандии».
Некоторые персонажи, такие как а Миранда Лоусон, саларианский ученый Мордин Солус, лидер кроганов Урднот Рекс, преступник Джек, генетически модифицированный кроган-солдат Грант, дрелл-ассасин Тейн Криос, азари-юстициар Самара и гет Легион могут присутствовать или же отсувстовать в игре в зависимости от решений игрока в Mass Effect 2. В случае если эти персонажи умерли в предыдущих играх, ME3 предлагает на место некоторых персонажей других, но которые будут играть менее значимые и более отрицательные роли в сюжете, например в случае смерти Рекса, лидером кроганов станет его брат Урднот Рив, место саларианского учёного Мордина займёт Падок Викс, а гета Легиона — его идентичная копия ВИ гетов.

### История
Действие разворачивается через шесть месяцев после окончания событий в Mass Effect 2, Жнецы — раса таинственных и враждебных полуоргаников и полумашин начинает своё вторжение в Млечный Путь в стремлении уничтожить все населяющие её развитые цивилизации в том числе и Землю. Андерсон участвует в сопротивлении на Земле, а Хаккет поручает Шепард(у) отправиться на Марс. Там он(а) встречает старую союзницу Лиару, которая сообщает о протеанском супероружие, способном уничтожить Жнецов, его чертежи Лиара получила от Призрака, предводителя экстремистской прочеловеческой организации, раскрыв свои намерения о попытке установить контроль над Жнецами. Получив в свои руки чертежи, Альянс начинает строительство устройства «Горн». За отведённое время Шепард должен/на заручиться поддержкой других рас по всей галактике.
Шепард спасает турианского примарха с Мены — луны, вращающейся вокруг Палавена, родного мира турианцев. Примарх обещает обеспечить поддержку при условии если кроганы будут защищать Палавен при атаке Жнецов. Так Шепард отправляется к кроганам, но те в свою очередь ставят условия, что готовы помогать турианцам лишь при условии добычи лекарства от генофага, вызвавшего у кроганов массовое бесплодие. К счастью, к этому времени лекарство изобретает саларианский учёный, к которому за помощью отправляются главные герои. Саларианец предложил распылить лекарство над Тучанкой — родной планетой кроганов. Тем не менее данные планы хочет саботировать саларианское правительство, увидев в излечение кроганов угрозу для себя. Саларианцы чётко дают понять Шепард(у) что если он(а) сорвёт саботаж, то человечеству не стоит ждать поддержки со стороны саларианцев. Шепард может всё таки может выполнить план по распылению лекарства, саларианский учёный же жертвует собой, таким образом Шепард поссорится с саларианцами, но найдёт союзников в лице кроганов, также он(а) может обмануть кроганов, заставив их поверить в то, что лекарство было успешно распылено над Тучанкой. В этом случае и кроганы и саларианцы соглашаются стать союзниками.
После событий на Тучанке и неудачной попытки Цербера устроить переворот с целью захвата Цитадели, раса космических кочевников — кварианцы предлагают свою поддержку Альянсу, если Шепард поможет им отвоевать их родной мир, Раннох, у роботов гетов, когда то изгнавших от туда кварианцев. Шепард садится на дредноут гетов, спасает пленного союзника гетов, и затем отключает сигнал Жнецов, контролирующий разум гетов. После этого Шепард(у) удаётся найти и уничтожить базу Жнецов на Раннохе. Это в свою очередь позволяет кварианцам напасть на ослабленных гетов. Геты в свою очередь в попытке отбить атаку кварианцев готовы пожертвовать собой, улучшив себя с помощью технологии Жнецов. Исход событий зависит от решения Шепард(а), который/ая может помирить обе стороны или же поддержать одну из них, что приведет к уничтожению другой.
После этих событий, Шепард(а) вызывает в цитадель советница Азари. Она сообщает, что на родной планете Азари — Тессии вероятно упрятан протеанский артефакт, — «Катализатор», являющийся судя по всему важным компонентом в завершении «Горна». Там Шепард обнаруживает Вендетту — древний протеанский искусственный интеллект, знающий некоторые важные ответы на вопросы по поводу «Горна» и «Катализатора», однако Вендетту крадёт Кай Ленг, в это же время на Тессию нападают Жнецы. В попытке вернуть Вендетту, Шепард следует за вором, попав в штаб-квартиру Призрака. Он(а) нападает на штаб-квартиру, убивает Ленга и узнаёт от Вендетты, что Катализатор — это и есть сама Цитадель, которую Жнецы захватили после успешной идеологической обработки Призрака, покинувшего станцию до штурма.
Альянс и его союзники, чьё количество зависит от принятых решений Шепард(ом) начинают полномасштабную атаку на Жнецов в попытке вернуть Землю и активировать Горн, присоединив его к Цитадели. В финальной битве Шепард(у) удаётся расправиться с Призраком и обеспечить спешную стыковку «Горна» с Цитаделью. В конце он(а) обнаруживает некий разум, который именует себя «Катализатором». Выясняется, что именно «Катализатор» создал Жнецов и циклы уничтожения, но он предлагает Шепард(у) 3 варианта решения, которые повлияют на цивилизацию млечного пути. Красная концовка (она же «Уничтожение») приводит к уничтожению не только Жнецов, но и всей синтетической жизни в Млечном Пути, и также приводит к серьёзным разрушениям, в том числе и уничтожению жизни на Земле (только если не выполнять побочные задания и накопить мало очков ресурсов. Если очков достаточно, Земля уцелеет). Выжившие больше не смогут использовать технологии. В синей концовке (она же «Контроль») Шепард жертвует собой, объединяя свой разум с Цитаделью и заменяя Катализатора в качестве предводителя Жнецов. Разрушения не столь серьёзные, как при «уничтожении», а Жнецы под влиянием Шепарда/Шепард соглашаются выступить стражами нового миропорядка. В зелёной концовке (она же «Синтез») Шепард жертвует собой, что позволяет преобразовать органиков и синтетиков на молекулярном уровне, разрушения будут самые минимальные, а противоборствующие стороны прекратят боевые действия и станут новой и гораздо более совершенной формой жизни; Жнецы делятся всеми своими накопленными знаниями о технологиях и цивилизациях прошлого. Четвёртый вариант концовки — отказ. Шепард отказывается что-либо делать, позволяя Жнецам завершить начатое, цивилизации млечного пути уничтожены и цикл повторяется заново.

## Разработка
Разработкой игры занималась BioWare, издателем выпустила Electronic Arts. Разработкой игры, как её предшественницами руководил Кейси Хадсон, он также основал студию вместе с Грегом Зещуком и Рейем Музикой. Для разработки, как и в предыдущих играх использовался игровой движок Unreal Engine 3

### Сценарий
Сценарий к игре написал Мак Уолтерс, который помогал со сценарием Дрю Карпишину при разработке предыдущих игр. Сам Карпишин к началу разработки Mass Effect покинул команду, занимаясь проектом Star Wars: The Old Republic. Хадсон и Уолтер составили короткий документ, раскрывающий в общих чертах основные детали сюжетной развязки. Затем остальные члены команды должны были ввести в историю отдельных персонажей и проработать отдельные сюжетные арки, связанные с ними. Они также сотрудничали между собой, чтобы интегрировать истории персонажей в одну общею сюжетную арку. Хотя в предыдущих играх, решения игрока оказывали глобальное воздействие на общий ход развития сюжета, разработчики должны были удостовериться, что разные варианты концовок по-прежнему обладали общими чертами и оставили общими некоторые сюжетные арки. После случайного слива бета-версии игры на Xbox Live в 2011 году, игроки получили доступ к подробным сюжетным деталям и команде в срочном порядке пришлось менять некоторые детали сюжетной развязки.
Общий сюжет был несколько раз полностью переработан до окончательного выпуска. В том числе рассматривались несколько вариантов концовок с участием Жнецов, но от них отказались. В частности по изначальной задумке Шепард в результате одурманивания деградировал(а) до отрицательного персонажа после улучшения его/её тела технологиями Жнецов. Против Шепард(а) свою борьбу бы начали вести Эшли либо Кайден. Однако разработчики отказались от этой идеи, сочтя ей слишком схожей с историей падения Сарена Артериуса в первой Mass Effect;. В итоге эту роль отдали Призраку, постепенно деградировавшего под влиянием технологий Жнецов и с которым Шепард должен/жна сразиться перед битвой с финальным боссом.
Также по изначальной задумке Карпишина, Жнецам было отведена не такая однозначно отрицательная роль, объясняя вескую причину, почему Жнецы стремятся уничтожить развитые цивилизации. В частности по изначальной задумке органические существа сами того не осознавая ускоряли смерть вселенной, используя темную энергию из-за её кумулятивного энтропийного эффекта. Именно поэтому Жнецы прибывали каждые 50,000 лет и уничтожали самые развитые виды, чтобы не допустить скорейшую смерть вселенной. При этом с их точки зрения это было не уничтожение, а ассимиляция вида, так как Жнецы добывали органический материал вида, делая его частью себя и сохраняя их накопленные знания. В этом варианте истории Шепард по-прежнему мог(ла) принять решение в пользу одного из вариантов концовки, решая трудную дилемму — уничтожить Жнецов, а вместе с этим запустить скорейший процесс смерти вселенной, либо же позволить Жнецам завершить начатое, или же попытаться найти лучшее решение. Вместо ИИ «Катализатора» Шепард должен/на был(а) столкнуться с королевой Жнецов, запертой в недрах Цитадели и решить её судьбу.

### Производство

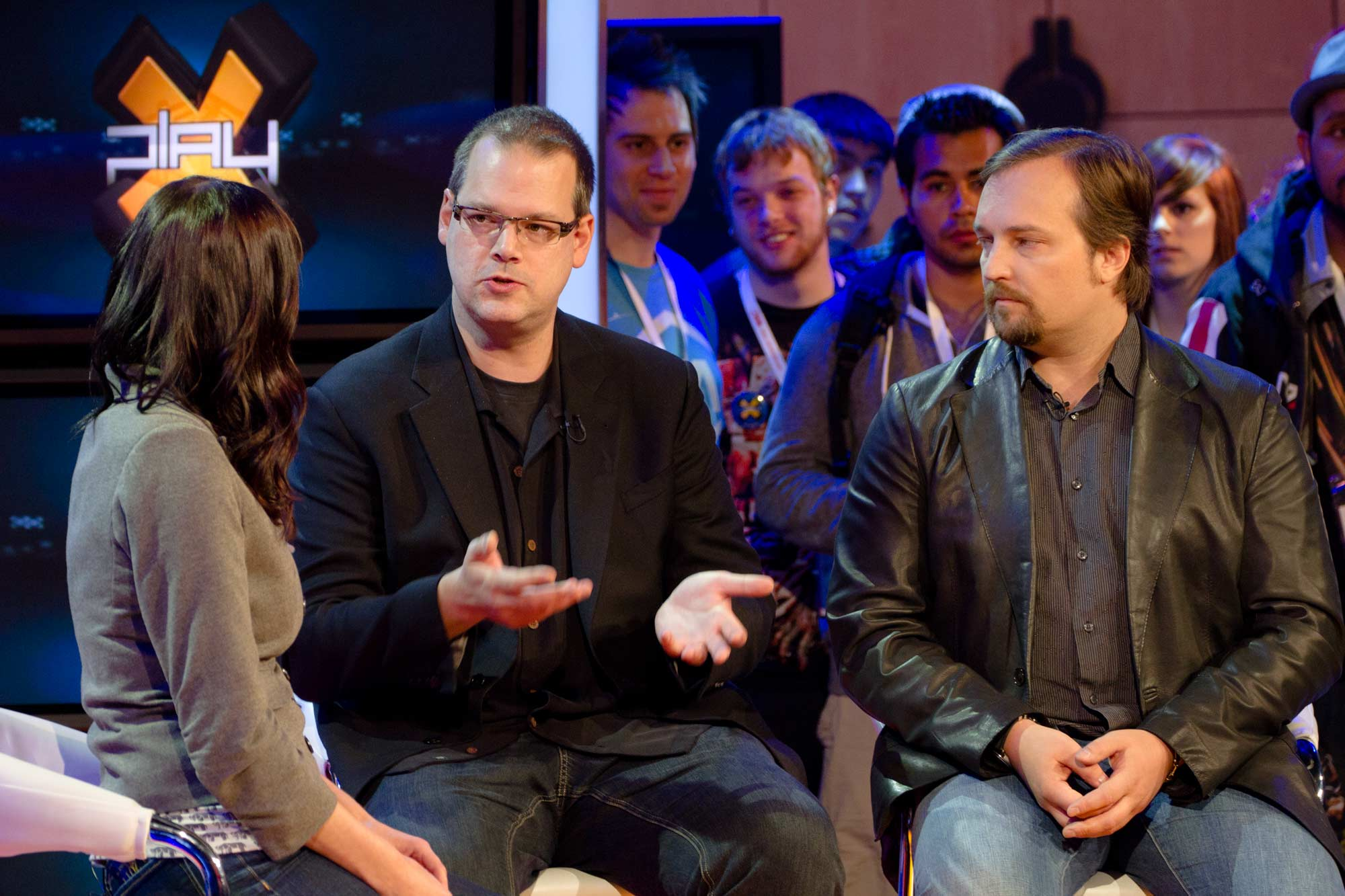
Соучредители BioWare Рей Музика и задумывали третью часть таким образом, чтобы она удовлетворяла чаяния фанатов, так и подходила новичкам

Препродакшен Mass Effect 3 начался ещё до выхода Mass Effect 2. Поскольку игра изначально разрабатывалась для уже устаревающих на тот момент игровых приставок, команда больше сосредоточилась на оптимизации игры, чем на технических инновациях. Разработчики изучали отзывы ME2 и старались решить основные проблемы, связанные с управлением и игровым процессом из предыдущей игры. Например фанаты жаловались на излишне упрощённую ролевую систему в ME2, поэтому разработчики добавили больше настроек кастомизации персонажа. Также разработчикам было важно проработать интерфейс и дизайн уровней так, чтобы в игру было комфортно играть новичкам. По мнению разработчиков, они плохо справились с этой задачей при разработке ME2.
Хадсон руководствовался целью настолько улучшить боевую систему в однопользовательском режиме, что Mass Effect 3 называли бы одним из лучших шутеров на игровом рынке. Чтобы добиться поставленной цели, разработчики расширили разнообразие врагов, значительно проработали их анимацию, а также наделили их разнообразными способами боя, нападения и защиты, заставляя игрока также сражаться, применяя разные тактики в зависимости от класса персонажа. Для того, чтобы разнообразить бои и сделать их непредсказуемее, разработчики также создали динамично меняющееся окружающее пространство в некоторых местах, например обрушение пола под ногами Шепард(а) и падение в другой уровень.
Для Mass Effect 3 было создано более 40 000 строк диалога. Для сравнения — к Mass Effect было создано около 20 000 строк, а к Mass Effect 2 — около 25 000. Из-за озвучивания огромного количества персонажей, EA Games не могла себе позволить пригласить всех актёров озвучивания в звукозаписывающую студию, поэтому актёры работали удалённо. Кэролайн Ливингстон режиссёр озвучивания координировала проект из Эдмонтона. В этих условиях было сложно добиться правильной интонации и громкости звука у актёра.
Музыку к игре написали Саша Дикичян, Сэм Хьюлик, Кристофер Леннерц, Клинт Мэнселл и Крис Веласко. Все кроме Мэнселла уже ранее писали музыку к Mass Effect — Хьюлик писал музыку к первым двум играм, а Дикичян, Леннерц и Веласко — музыку к дополнениям для Mass Effect 2. Джек Уолл, главный композитор ME и ME2 не принимал участие в проекте. Каждый композитор отвечал за создание музыки к своим игровым областям, общая длина полученных треков составила примерно 90 минут. Команда композиторов стремилась сохранить баланс между оркестровой музыкой и синтезатором — важным элементом научно фантастической эстетики . Мэнселл сравнивал свою работу с диджеем, отвечающем за выбор правильной музыки в нужное время.
Изначально завершить разработку ME2 планировалось менее, чем за два года, но затем из-за ряда непредвиденных обстоятельств, BioWare пришлось отодвинуть выпуск игры с конца 2011 года на начало 2012 года. Чтобы уложиться в нужный срок, разработчикам пришлось исключить некоторые задуманные в игре элементы, например добавления нового товарища по команде — Протеаниниа (Который всё такие появится в DLC).

## Анонс, продвижение и выход
Официальный анонс Mass Effect 3 состоялся 11 декабря 2010 года на мероприятии Spike Video Game Awards. Летом того же года, игра была продемонстрирована на Comic-Con, Electronic Entertainment Expo, Gamescon и PAX Prime. Многопользовательский режим был анонсирован 10 октября 2011 года, подтверждая фанатские слухи ещё с 2010 года. 14 февраля 2012 году в раннем доступе была выпущена демо-версия игры, доступная для игроков, купивших Battlefield 3 и активировавших ключ продукта.
Между релизом и выходом, разработчики выпускали видеоролики, раскрывающие детали игрового процесса и сюжета. BioWare также прибегала к вирусному маркетингу — ведя вымышленные блоги или веб-серию под названием BioWare Pulse. В рамках одной из рекламных кампаний, EA Games запустила копии с демо-версией игры Mass Effect 3 в космос, используя метеозонды, оснащённые устройствами GPS. Игровые фанаты же в свою очередь могли с помощью GPS отследить падение зондов, чтобы затем добыть копии игры . На протяжении всей рекламной кампании происходило множество информационных утечек, самая крупная из них — бета версия игры, к которой непреднамеренно получили доступ игроки Xbox Live в ноябре 2011 года.
В отличие от Mass Effect и Mass Effect 2 в промо материалах к Mass Effect 3 демонстрировалась и женская версия Шепард, в среде фанатов условно именуемая «ФемШепард». Она впервые стала героиней трейлеров и появлялась на обложках и постерах игры. Так как в отличие от мужской версии Шепарда, у ФемШепард не было своей канонической внешности, разработчики провели конкурс в facebook среди фанатов относительно внешности ФемШепард, где выиграла версия с белой рыжеволосой женщиной, в итоге этот образ стал каноническим.
Вместе со стандартным изданием Mass Effect 3, игроки могли приобрести Коллекционное издание и Цифровое расширенное издание, включавшие внутриигровые бонусы и разблокируемые предметы. Цифровое расширенное издание можно было только приобрести на тогда новой цифровой торговой площадке Origin. Игроки, сделавшие предварительные заказы также получали разные внутриигровые бонусы в зависимости от того, где они сделали предзаказ. Например пользователи PlayStation Network получали за предзаказ штурмовое оружие M-55 Argus и тему Mass Effect 3 для меню в PlayStation.
Изначально Mass Effect 3 должна была выйти в конце 2011 года, но затем дата выхода была отодвинута на 6 марта 2012 года. Изначально игра вышла только на платформах Microsoft Windows, Xbox 360 и PlayStation 3. Все копии игры поставлялись с онлайн-пропуском, открывающем доступ к многопользовательскому режиму, но те, кто приобретал использованные копии должны были купить этот пропуск. Чтобы играть в Mass Effect 3 на персональном компьютере, требовалось установить Origin. В конце 2012 года была выпущена версия для Wii U — 18 ноября в США, 30 ноября в Европе и 6 декабря в Японии. 7 ноября 2016 года, Mass Effect 3 стала совместима для игры на приставке Xbox One. 14 мая 2021 года вышел ремастер игры в рамках издания Mass Effect: Legendary Edition для Microsoft Windows, PlayStation 4 и Xbox One.

### Скачиваемый материал
В период с марта 2012 по апрель 2013 года было выпущено множество загружаемого контента. Начиная с небольших DLC, добавляющих внутриигровые предметы, заканчивая дополнительными и важными для общего сюжета миссиям. Одно из дополнений вводит четвёртый вариант концовки, где Шепард отказывается от предложений «Катализатора», позволяя Жнецам уничтожить цивилизации млечного пути. Оно также вводит дополнительные сюжетные элементы в уже имеющиеся концовки.
Другие значимые дополнения, например «Из Пепла» вводит протеанина Явика в качестве члена команды. Дополнение «Лефиафан» позволяет команде Шепард(а) дополнительно изучить дальние уголки галактики, чтобы углубиться в изучение происхождения Жнецов, в «Омеге» Шепард отбивает у Цербера станцию Омега, помогая азари Арие Т’Лоак вернуть контроль над станцией, в дополнении «Цитадель» основное действие происходит в Цитадели, где Шепард(а) и его/её команду внезапно снимают со своей должности и игрок должен выяснить, кто стоит за этим заговором. Также BioWare выпустила интерактивный комикс под названием Genesis 2, позволяющий игрокам быстро отыгрывать важные сюжетные решения из предыдущих частей, вместо того, чтобы перепроходить предыдущие игры для достижения нужного результата. Версия для Wii U вышла с дополнением «Из Пепла» и поддерживает Genesis 2. Из всех дополнений, игровая пресса и фанаты лучше всего восприняли «Цитадель». «Левиафан» и «Цитадель» также были номинированы на звание лучших дополнений на вручении Spike Video Game Awards в 2012 и 2013 годах.
| |                      |  |  |  |
| Из Пепла (англ. From Ashes) | 6 марта 2012 года    |  |  |  |
| Первое дополнение к Mass Effect 3. Игрок получает доступ к нему после того, как Шепард покинет Цитадель на корабле «Нормандия-SR2». По прибытии на Иден-Прайм Шепард и Лиара Т’Сони обнаруживают неповрежденную стазисную капсулу с живым протеанинмом — представителем легендарной вымершей расы, уничтоженной Жнецами в предыдущем цикле. Протеанин Явик присоединится к команде Шепард(а) и в игре будут доступны уникальные диалоги, связанные с ним.                |                      |  |  |  |
| |                      |  |  |  |
| Левиафан (англ. Leviathan) | 28 августа 2012 года |  |  |  |
| Второе дополнение вводит миссию, позволяющую изучить тайну происхождения Жнецов. Шепард по просьбе учёных Гаррета и Энн Брайсен собирает улики, чтобы в конце концов узнать местоположение таинственного существа «Левиафана», якобы достаточно сильного, чтобы уничтожить Жнецов. Когда Шепард находит левиафанов, он(а) узнаёт, что именно они миллиард лет назад правили в млечном пути, создали Жнецов и рассказали, как именно машины восстали против своих хозяев. |                      |  |  |  |
| |                      |  |  |  |
| Омега (англ. Omega) | 27 ноября 2012 года  |  |  |  |
| Третье дополнение позволяет вместе с Арией Т’Лоак отправиться на станцию «Омегу», чтобы помочь Арии обратно вернуть контроль над станцией и отбить её у террористической организации Цербер, захватившей там власть во время событий комикса Mass Effect: Invasion. При удачном выполнении миссии, Ария готова обеспечить Шепард(а) мощной военной поддержкой в войне против Жнецов.                                                                                     |                      |  |  |  |
| |                      |  |  |  |
| Цитадель (англ. Citadel) | 5 марта 2013 года    |  |  |  |
| Четвёртое дополнение переносит основное действие на Цитадель. Шепард узнаёт о внезапном снятии со своей должности спектра. За этим решением стоит некий заговор. Шепард, и его/её товарищи должны собирать улики и распутывать интриги по всей цитадели. По завершении миссии игрок может организовать вечеринку, а также открывает доступ к новым локациям на Цитадели, в том числе и боевую арену, позволяя играть в режиме выживания.                                 |                      |  |  |  |

## Восприятие
| Сводный рейтинг       | Сводный рейтинг                                           |
| Агрегатор             | Оценка                                                    |
| --------------------- | --------------------------------------------------------- |
| GameRankings          | (X360) 92,17 % (PS3) 91,65 % (PC) 87,75 % (Wii U) 86,22 % |
| Metacritic            | (X360) 93/100 (PS3) 93/100 (PC) 89/100 (Wii U) 85/100     |
| Иноязычные издания    |                                                           |
| Издание               | Оценка                                                    |
| 1UP.com               | A                                                         |
| Edge                  | 8/10                                                      |
| Eurogamer             | 10/10                                                     |
| G4                    | [ 133 ]                                                   |
| Game Informer         | 10/10                                                     |
| GameSpot              | 9,0/10                                                    |
| GameTrailers          | 9,5/10                                                    |
| IGN                   | 9,5/10                                                    |
| PC Gamer (US)         | 93/100                                                    |
| Русскоязычные издания |                                                           |
| Издание               | Оценка                                                    |
| 3DNews                | 9/10                                                      |
| Absolute Games        | 85%                                                       |
| PlayGround.ru         | 8,1/10                                                    |
| StopGame.ru           | Изумительно                                               |
| «Игромания»           | 9/10 (журнал) 8,5/10 (сайт)                               |
| «Игры Mail.ru»        | 9/10                                                      |
| «Канобу»              | 8/10                                                      |
| «Страна игр»          | 8/10                                                      |

Mass Effect 3 была удостоена всеобщего признания со стороны игровых критиков, средние оценки версий для игровых Xbox 360 и PlayStation 3 превысили 90 баллов из 100 возможных согласно данным агрегатора Metacritic, Mass Effect 3 стала самой популярной игрой на этих платформах. Отзывы версий для Microsoft Windows и Wii U были сдержаннее, но по-прежнему крайне положительными.
Критики пришли к выводу, что Mass Effect 3 удалось удержать высокую планку после Mass Effect и Mass Effect 2. В своём хвалебном обзоре критик Eurogamer утверждал, что третьей части удалось предложить достойное завершение саги вместо двусмысленной и неясной концовки. В своей статье от Game Informer заявил, что BioWare удалось создать один из самых увлекательных и замысловатых сюжетов в истории видеоигр. Том Фрэнсис с сайта PC Gamer наоборот сдержанно отозвался о концовках, однако похвалив саму игру за её масштабность и историю, способную вызывать сильный эмоциональный отклик.
Рецензенты похвалили игру за её самодостаточную историю, позволяя начинать прохождение даже тем, кто прежде не играл в предыдущие две игры, но и одновременно эта история отлично вписывается в сюжетное развитие общей саги. Критик The A.V. Club похвалил сюжет за его гибкость и возможность менять направление повествования. Напротив рецензент с сайта Edge раскритиковал игру за то, что она слишком полагается на события прошлых игр.
Критики похвалили боевую систему и многопользовательский режим. Критик IGN заметил, что изменения в сравнение с предыдущими частями хоть и незначительны, но боевая система очевидно стала лучше благодаря незначительным, но многочисленным улучшениям, также многопользовательский режим несомненно стал важным преимуществом Mass Effect 3. Хотя критик Game Informer и заметил ряд недостатков в боевой системе, он признал, что сражения в третьей части стали интенсивнее и куда интереснее, нежели в Mass Effect 2 благодаря более разнообразным локациям и врагам. Рецензент GameSpot с одной стороны похвалил сражения, с другой же стороны указал на наличие внутриигровых ошибок в ранней версии игры, например когда члены команды могли попасть под линию огня, случайно взобравшись на ящики или же когда враги застревали в стенах. Редакция Machinima также указывала на ошибки, однако по-прежнему хвалила игру за незабываемый опыт, сославшись на то, что интересные персонажи в полной мере возмещают эти недостатки.
Критики также хвалили третью часть за её художественный дизайн, музыку и озвучивание. Редактор GameSpot назвал визуальное оформление «фантастическим» и оценил то, как игра уделяет особое внимание цветам и композиции в разных игровых сценах. Этот критик также похвалил озвучивание, делающих персонажей более живыми. Редакция PC Gamer похвалила музыкальное сопровождение, усиливающее эмоциональное воздействие на игрока. Представитель The Verge и вовсе назвал музыку к игре самой мощной и запоминающейся, нежели любая музыка, раннее созданная для компьютерных игр. Представитель Kotaku также назвал саундтрек одним из лучших, когда либо созданных к компьютерной игре по состоянию на 2012 год.

### Продажи
За первый месяц после выхода, в мире было продано более 3.5 миллионов копий игры. По состоянию на март 2012 года, для ПК было продано 349,000 цифровых копий. Всего за первые сутки после выхода было продано более 890 000 копий игры. Согласно данным NPD Group, за первый месяц было продано 1.3 миллионов физических копий игры, вдвое превзойдя продажи Mass Effect 2 за аналогичный период в январе 2010 года. В мае 2012 года EA Games сообщила, что её общие доходы с продаж превысили 200 миллионов долларов.

### Награды
Уже после релиза, игра стала получать множество наград, как лучшая ролевая игра, игра года или за лучший мультиплеер.
| Год  | Награда                               | Категория                                                  | Призёр                          | Итог      | Ссылка  |
| ---- | ------------------------------------- | ---------------------------------------------------------- | ------------------------------- | --------- | ------- |
| 2011 | Game Critics Awards                   | Лучшая игра для приставки                                  | Mass Effect 3                   | Номинация | [ 161 ] |
| 2011 | Game Critics Awards                   | Лучшая ролевая игра                                        | Mass Effect 3                   | Номинация | [ 161 ] |
| 2011 | GameSpy's Best of E3 2011 Awards      | Лучшая игра на шоу (мультиплатформенная) в общей категории | Mass Effect 3                   | Номинация | [ 162 ] |
| 2011 | GameSpy's Best of E3 2011 Awards      | Лучшая ролевая игра на шоу                                 | Mass Effect 3                   | Номинация | [ 162 ] |
| 2011 | IGN Best of E3 2011 Awards            | Лучшая игра в общей категории                              | Mass Effect 3                   | Номинация | [ 158 ] |
| 2011 | IGN Best of E3 2011 Awards            | Лучшая игра на Xbox 360                                    | Mass Effect 3                   | Номинация | [ 158 ] |
| 2011 | IGN Best of E3 2011 Awards            | Лучшая игра на ПК                                          | Mass Effect 3                   | Номинация | [ 158 ] |
| 2011 | IGN Best of E3 2011 Awards            | Лучшая ролевая игра                                        | Mass Effect 3                   | Победа    | [ 158 ] |
| 2011 | IGN Best of E3 2011 Awards            | Лучший трейлер                                             | Mass Effect 3                   | Номинация | [ 158 ] |
| 2011 | IGN Best of E3 2011 Awards            | Награда за самую ожидаемую игру                            | Mass Effect 3                   | Номинация | [ 158 ] |
| 2011 | Spike Video Game Awards               | Самая ожидаемая игра                                       | Mass Effect 3                   | Победа    | [ 163 ] |
| 2012 | Game Developers Choice Awards         | Игра года                                                  | Mass Effect 3                   | Номинация | [ 164 ] |
| 2012 | Game Developers Choice Awards         | Лучшее повествование                                       | Mass Effect 3                   | Номинация | [ 164 ] |
| 2012 | Game Informer Top 50 Games of 2012    | Игра года                                                  | Mass Effect 3                   | Победа    | [ 159 ] |
| 2012 | Game Informer Top 50 Games of 2012    | Лучшая ролевая игра                                        | Mass Effect 3                   | Победа    | [ 159 ] |
| 2012 | Game Informer Top 50 Games of 2012    | Лучший скачиваемый материал                                | Mass Effect 3                   | Победа    | [ 159 ] |
| 2012 | Golden Joystick Awards                | Лучшая RPG                                                 | Mass Effect 3                   | Номинация | [ 165 ] |
| 2012 | Golden Joystick Awards                | Лучший игровой момент                                      | Mass Effect 3 — Tuchanka Choice | Номинация | [ 165 ] |
| 2012 | Golden Joystick Awards                | Награда за лучшую игру The Golden Joystick                 | Mass Effect 3                   | Номинация | [ 165 ] |
| 2012 | IGN Best of 2012 Awards               | Игра года                                                  | Mass Effect 3                   | Номинация | [ 166 ] |
| 2012 | IGN Best of 2012 Awards               | Лучшая ролевая игра на Xbox 360                            | Mass Effect 3                   | Номинация | [ 166 ] |
| 2012 | IGN Best of 2012 Awards               | Лучшая графика на Xbox 360                                 | Mass Effect 3                   | Номинация | [ 166 ] |
| 2012 | IGN Best of 2012 Awards               | Лучший мультиплеер на Xbox 360                             | Mass Effect 3                   | Номинация | [ 166 ] |
| 2012 | IGN Best of 2012 Awards               | Лучшая ролевая игра на PS3                                 | Mass Effect 3                   | Победа    | [ 166 ] |
| 2012 | IGN Best of 2012 Awards               | Лучшая игра на PS3                                         | Mass Effect 3                   | Номинация | [ 166 ] |
| 2012 | IGN Best of 2012 Awards               | Лучшая ролевая игра в общей категории                      | Mass Effect 3                   | Победа    | [ 166 ] |
| 2012 | IGN Best of 2012 Awards               | Лучшая музыка в общей категории                            | Mass Effect 3                   | Номинация | [ 166 ] |
| 2012 | IGN Best of 2012 Awards               | Лучшее звуковое сопровождение в общей категории            | Mass Effect 3                   | Номинация | [ 166 ] |
| 2012 | Inside Gaming Awards                  | Лучший кооперативный многопользовательский режим           | Mass Effect 3                   | Победа    | [ 160 ] |
| 2012 | Inside Gaming Awards                  | Лучшая игровая кинематография                              | Mass Effect 3                   | Победа    | [ 160 ] |
| 2012 | PC Gamer Game of the Year Awards 2012 | Игра года 2012                                             | Mass Effect 3                   | Победа    | [ 167 ] |
| 2012 | Polygon's 2012 Games of the Year      | Игра года                                                  | Mass Effect 3                   | Номинация | [ 168 ] |
| 2012 | Satellite Awards                      | Премия Satellite за выдающуюся ролевую игру                | Mass Effect 3                   | Победа    | [ 156 ] |
| 2012 | Spike Video Game Awards               | Игра года                                                  | Mass Effect 3                   | Номинация | [ 157 ] |
| 2012 | Spike Video Game Awards               | Лучшая RPG                                                 | Mass Effect 3                   | Победа    | [ 157 ] |
| 2012 | Spike Video Game Awards               | Лучшее женское выступление                                 | Дженнифер Хейл                  | Номинация | [ 157 ] |
| 2012 | Spike Video Game Awards               | Лучшее DLC                                                 | Mass Effect 3: Leviathan        | Номинация | [ 157 ] |
| 2012 | Spike Video Game Awards               | Игра десятилетия                                           | Mass Effect 3                   | Номинация | [ 157 ] |
| 2013 | Spike Video Game Awards               | Лучшее DLC                                                 | Mass Effect 3: Citadel          | Номинация | [ 116 ] |

### Споры и скандалы
Довольно резонансный анонс и выпуск Mass Effect 3 сопровождался серией споров и скандалов, самый громкий из которых был связан с концовками в игре. Игры серии Mass Effect примечательны тем, что позволяют игроку принимать важные решения, оказывающие фундаментальное развитие на общий сюжет. Однако имеющиеся концовки в ME3 вызвали крайне гневную реакцию у фанатов, утверждающих, что они абсолютно идентичны без учёта некоторых сюжетных и визуальных деталей. Фанаты запустили интернет-компанию «Retake Mass Effect» с требованием исправить концовки, в рамках которой также жертвовали деньги благотворительной организации Child’s Play, отдав за 2 недели более 80 000 долларов. Один из фанатов даже подал жалобу на BioWare в федеральную торговую миссию. Скандал с концовками стал достаточно резонансным, чтобы BioWare раскритиковали представители некоммерческой организации Better Business Bureau и британское управление рекламных стандартов (ASA), обвиняя разработчиков в обмане игровой аудитории и вводящей в заблуждение рекламной кампании. В апреле 2012 года BioWare выпустила бесплатное обновление, расширив и доработав концовки в игре, тем не менее даже после этого игровые фанаты оставались недовольны новыми вариантами.
Другой громкий скандал был связан с платным дополнением «Из Пепла», выпущенным одновременно с основной игрой. Игроки сочли справедливым, что содержимое дополнения должно было стать частью основной игры. Помимо прочего, персонаж Явик, добавленный с DLC играет критически важную роль в развитии основного сюжета. Споры подогревались тем, что на Youtube стали выкладывать якобы доказательства того, что материалы из DLC уже являются частью игры, но заблокированы по умолчанию. Однако сами разработчики опровергали эту версию. Данная проблема не была уникальной для Mass Effect 3 и была частью политики EA Games по выпуску «Day-One DLC» — дополнений, входящих в тот же день, что и основная игра. Это была одна из главных причин, по которой EA была признана худшей компанией в США в 2012 году.
Другой спор был связан с лицом кварианки Тали, которое коротко показывается в одной из сцен в Mass Effect 3. Вскоре выяснилось, что это изображение было фотографией мисс Англии Хаммасы Кохистани с минимальной обработкой в фотошопе. Фанаты обвинили разработчиков в том, что они отнеслись к этому слишком легкомысленно и пренебрежительно, учитывая то, что Тали — одна из самых популярных любовных интересов у мужских игроков и внешность кварианцев долгое время выступала одним из любимых предметов спекуляции среди фанатов.
Протестную реакцию у некоторых гомофобно настроенных игроков вызвал тот факт, что Шепард-мужчина может вступать в однополый роман с некоторыми персонажами. В предыдущих играх однополые отношения были доступны лишь для женской версии Шепард. Они развернули кампанию по критике игры, продвигая теорию того, что ЛГБТ-контент был добавлен под давлением ЛГБТ-активистов на EA. Противники даже попытались обрушить рейтинг игры на агрегаторе Metacritic и занялись травлей журналистов, выступивших публично в поддержку мужских однополых романов. Джефф Браун, вице-президент по корпоративным коммуникациям EA, заметил, что его компания получила несколько тысяч гневных писем и судя по тому, что почти все они были отправлены с похожих адресов во Флориде, эта кампания тайно координировалась организацией, выступающей против ЛГБТ. Игровые журналисты объясняли такую реакцию тем, что прежде ни одна игра не демонстрировала в таком открытом и проработанном виде мужские однополые отношения, в итоге это стало сенсацией не только в истории игровой индустрии, но и в истории изображения геев в американских масс-медиа медиа.

## Наследие
Mass Effect 3 продолжала привлекать к себе внимание игровых журналистов из-за скандала вокруг концовки и примера того, как мнение критиков и игроков сильно расходилось по поводу мнения насчёт одних и тех же вещей. Редактор PC Gamer признал проблемность концовок, однако счёл их критику чрезмерно жёсткой и из-за этого игроки несправедливо преуменьшали значимость других очевидных достоинств игры. Скандал с концовками и реакция разработчиков, выпустивших исправляющие дополнения стало одним из первых примеров нового формата взаимодействия издателя и игровой аудитории через социальные сети. Также многопользовательский режим в Mass Effect 3 впервые ввёл лутбоксы, которые будут в гораздо более навязчивой форме применяться в будущих играх и подвергаться ужесточённой критике со стороны потребителей и игровой прессы.
Несмотря на сопутствующие споры, Mass Effect 3 будет признана одной из величайших видеоигр всех времён и одной из самых влиятельных игр десятилетия. Журнал Time включил третью часть в список 100 величайших игр всех времён, аналогично Game Informer назвал игру одной из величайших в истории. Редакции VG247, Forbes и Den of Geek признали ME3 одной из лучших видеоигр 2010-х годов. Eurogamer назвали финальную сцену с персонажем Мордином одной лучших игровых сцен десятилетия. Редакция VentureBeat также назвала Mass Effect 3 одной из самых влиятельных игр десятилетия, это касается не только самой игры, но и её общественного восприятия, связанных скандалов, активности фанатов в социальных сетях итд.